# Eleições legislativas de Israel em 2003
As eleições legislativas de 2003 em Israel foram realizadas em 28 de janeiro daquele ano para eleger os 120 membros da 16ª legislatura do Knesset. Foi a primeira eleição realizada sem votação direta para o cargo de primeiro-ministro, que seria devolvido ao líder do partido que conseguisse formar com sucesso um novo governo.
Em novembro de 2002, o primeiro-ministro Ariel Sharon, do partido de direita Likud, dissolveu o parlamento e convocou eleições antecipadas, nove meses antes da data agendada, depois que o Partido Trabalhista, de centro-esquerda e seu maior parceiro de coalizão, havia se retirado do governo em uma disputa sobre o orçamento de 2003.
As eleições gerais foram precedidas por eleições partidárias para escolher as principais lideranças, com destaque para as prévias do Likud e dos Trabalhistas, que foram também os dois principais contendores do pleito legislativo israelense de 2003. O Likud de Sharon defendia o reconhecimento eventual do Estado palestino após o fim da violência, e os Trabalhistas, liderado por Amram Mitzna, buscavam retomar as negociações de paz para o estabelecimento de um Estado palestino, independentemente da cessação da violência. A campanha eleitoral concentrou-se em questões de segurança, dada a situação de conflito com os palestinos e os desdobramentos globais na "Guerra ao Terror", sobretudo à potencial ação dos Estados Unidos que resultou na invasão do Iraque naquele ano.

No total, 28 partidos políticos participaram das eleições. A participação eleitoral foi baixa, atingindo cerca de 68,5%, um dos índices mais baixos da história de Israel. Os resultados mostraram uma vitória contundente para o Likud de Sharon, que conquistou 37 assentos, enquanto o Partido Trabalhista teve um desempenho histórico ruim, perdendo sete dos 26 assentos que havia obtido nas eleições anteriores. O Shinui, de ideologia de centro-direita, se destacou como o terceiro maior partido da Knesset, mais que dobrando sua representação em relação ao parlamento anterior. Em fevereiro de 2003, um novo governo de coalizão, formado pelo Likud, Shinui e os partidos Partido Nacional Religioso (direita) e União Nacional (extrema-direita), foi aprovado pela Knesset.